# Slaget ved Little Bighorn
Slaget ved Little Bighorn var et militært slag der fandt sted en søndag den 25. juni 1876 ved Little Bighorn River, i crow-indianernes reservat i Montana. Lakotaerne og cheyennernes fjender i crow-stammen havde haft traktat på denne del af prærien siden 1851.
Oberstløjtnant George Armstrong Custer og 25 soldater fra USA's 7. kavaleri anførte en hær på ca. 700 mand. I alt 268 af disse, inklusiv Custer, blev dræbt i slaget mod sioux-folket (Lakota-stammen og disses allierede, herunder Cheyenne-stammen).:244  Der var lakotaer og cheyenner ved Little Bighorn River, fordi stammerne konstant havde erobret landområder fra en lille, fjendtlig nabostamme efter 1851 for at følge de svindende bisonhjorde.:6-8 
De indtrængende indianere kaldte i øvrigt området/slaget for Greasy Grass. De lokale crower kalder dalen ved Little Bighorn River for Valley of Chieftains (Høvdingenes dal).:44 

## Baggrund og forløb
|  | Spekulativt afsnit Bemærk at dette afsnit er præget af spekulationer og bør omskrives så fakta er understøttet af verificerbare kilder. |

Custer, den langhårede og lyshårede Boy General, som aldrig havde tabt et slag, delte sine tropper i tre bataljoner under ledelse af en major og to kaptajner. Custer selv anførte fem kompagnier, der rettede et overraskelsesangreb mod lejren. Men den var lige så stor, som spejderne havde fortalt Custer, som desuden ikke vidste, at indianerne en uge forinden i Slaget ved Rosebud havde tvunget en stor hærafdeling på over 1.000 mand ledet af General Crook på tilbagetog.
I løbet af kort tid var Custer og hans tropper besejret af måske mere end 1.500 sioux-krigere under ledelse af høvdingen Sitting Bull og strategen Crazy Horse. Fire dage senere blev de to øvrige bataljoner undsat af kavaleritropper. Ikke én af Custers soldater overlevede. To af Custers brødre – Tom og Boston Custer – omkom. I alt 647 mænd udgjorde styrken i det 7. kavaleri.
Trods sejren blev Slaget ved Little Bighorn begyndelsen til enden for de oprindelige beboere af prærien i det midterste USA. Den amerikanske regering satte alt ind på at nedkæmpe dem, og i løbet af de næste to år havde så godt som alle Sioux- og Cheyenne-stammer overgivet sig og var flyttet ind på reservater. Sitting Bull og hans Hunkpapa-sioux'er flygtede dog til Canada, hvorfra de først vendte tilbage og overgav sig i 1881.
Slaget ved Little Bighorn er blevet filmatiseret mange gange, først fremstillende en heroisk amerikansk officer i kamp mod vilde indfødte. Senere mod slutningen af det 20. århundrede, som en blodtørstig erobrers endeligt i kamp mod modige indfødte amerikanere i forsvar for deres land og levevis.
I midten af 1980'erne var en steppebrand i området årsag til, at man fandt en del effekter, som klargjorde slagets gang. Det førte senere til, at Præsident Bush i slutningen af 1991 underskrev en lov, der ændrede navnet på mindesmærket fra Custer Battlefield National Monument til Little Bighorn Battlefield National Monument.

## Galleri
- Custer Battlefield i crow-reservatet, oprettet den 7. maj 1868
- Slagmarken ved Little Bighorn River midt i traditionelt crow land,[8]:x  her markeret på De Smets 1851-kort. Lakotaerne og cheyennerne havde lejre her i 1876, fordi de konstant havde taget land fra deres fjender i crow-stammen efter 1851.[7]:6-8
- Crowerne var i undertal i deres eget reservat i juni 1876, da det var invaderet af de to indfødte nationer, der står bag den værste massakre på en crow-lejr i 1800-tallet; ergo spejdede crowerne for Custer.[4]:xi

## Ekstern henvisning/Kilder
- Little Bighorn Battlefield National Monument (på engelsk)
- Crazy Horse and Custer: The Parallel Lives of Two American Warriors / Stephen E. Ambrose. – 1975. ISBN 0-7434-6864-3
- Forsideartikel i New York Times

45°33′54″N 107°25′44″V / 45.565°N 107.4289°V